# Harrodsburg (Kentucky)
Harrodsburg è una cittadina del Kentucky, nel sud-est degli Stati Uniti d'America, facente parte della contea di Mercer, di cui è il capoluogo. Conta una popolazione pari a circa 8.300-8.400 abitanti.

## Geografia fisica
Harrodsburg si trova nella parte centro-settentrionale del Kentucky, tra le città di Hodgenville e Berea (rispettivamente a nord-est della prima e a nord-ovest della seconda) e tra le città di Bardstown e Lexington (rispettivamente ad est/sud-est della prima e sud/sud-ovest della seconda).

## Storia
Nel 1805 si trasferirono a Harrodsburg varie famiglie delle comunità degli Shakers provenienti dalla regione del New England. La comunità shaker di Harrodsburg crebbe fino ad arrivare al numero di 500 persone nel 1830, ma si estinse quasi completamente nel 1910 a causa della pratica del celibato.

## Società

### Evoluzione demografica
Al censimento del 2014, Harrodsburg contava una popolazione pari a 8.361 abitanti, di cui 4.499 erano donne e 3.862 erano uomini.

## Cultura

### Musei
Tra i luoghi d'interesse di Harrodsburg, vi è il Shaker Village of Pleasant Hill, un museo all'aperto che ricostruisce la vita della comunità shaker locale.